# Vulkanfeld

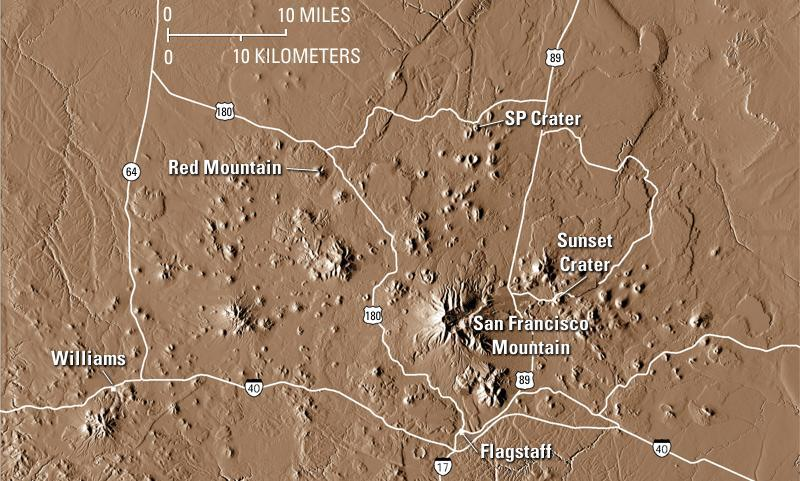
San-Francisco-Vulkanfeld in Arizona

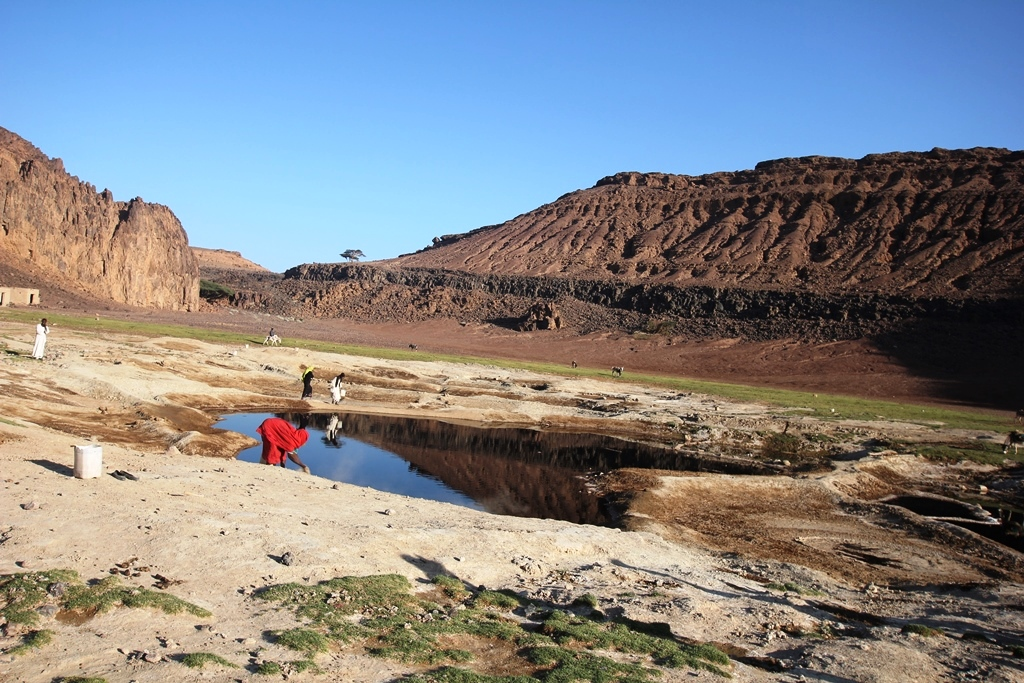
Krater im Bayuda-Vulkanfeld

Ein Vulkanfeld (en: Volcanic field) ist eine größere Ansammlung von Vulkanen, meist Schlackenkegel und Maare, aber auch Tuffringe oder kleine Schildvulkane kommen vor. In vielen Fällen handelt es sich um monogenetische Vulkane, dann spricht man auch vom Monogenetischen Vulkanfeld. In Deutschland gibt es 15 tertiäre Vulkanfelder.
Typischerweise haben Vulkanfelder einen Durchmesser von 30 bis 80 km und beherbergen von 10 bis 100, in Einzelfällen über 1000 Vulkane.
Beispiele:
- Michoacán-Guanajuato-Vulkanfeld in Mexiko mit über 1000 Vulkanen
- Schwäbischer Vulkan in Deutschland mit über 350 Vulkanen
- Westeifel-Vulkanfeld in Deutschland mit ca. 240 Vulkanen
- Hegau-Vulkanfeld in Deutschland mit etwa 85 Eruptionszentren[1]
- Auckland Volcanic Field in Neuseeland mit rund 50 Vulkanen
- Harrat-Khaybar-Vulkanfeld in Saudi-Arabien
- Bayuda-Vulkanfeld im Sudan